# Kasion (Ägypten)

Sirbonischer See und Kasion

Kasion (altgriechisch Κάσιον ὄρος, lateinisch Casius Mons) ist der antike Name für eine in der ansonsten völlig flachen Umgebung auffällige Sandformation an der Küste Ägyptens.
Er liegt östlich von Pelusium zwischen dem Sirbonischen See und dem Mittelmeer.
Auf seinem Berg befand sich ein Heiligtum des Zeus Kasios. Auf der Westseite war das Grabmal von Gnaeus Pompeius Magnus, der 48 v. Chr. in der Nähe ermordet wurde, als er auf der Flucht vor Gaius Iulius Caesar ägyptischen Boden betrat.

## Lage
Strabon gibt in seinen Geographika folgende Beschreibung der Umgebung:
Die Gegend von Gaza ist unfruchtbar und sandig und noch mehr gilt das für die anschließende Region, in der sich der Sirbonische See befindet, der fast parallel zum Meer sich erstreckt. Dazwischen gibt es einen schmalen Landstreif, der bis zum sogenannten Ekrhegma reicht. Die Länge des Streifens ist 200 und die größte Breite 50 Stadien. Das Ekrhegma ist mit Erde gefüllt. Dann folgt ein weiterer Landstreifen bis Kasion und dann bis Pelusium.
Der Kasion ist ein sandiger Hügel ohne Wasser, der eine Landzunge bildet. Dort befindet sich das Grab des Pompeius und auf ihm befindet sich das Heiligtum des Kasion. Nahebei ist der Ort, wo Pompeius von den Ägyptern verraten und ermordet wurde. Dann kommt die Straße nach Pelusium, an der Gerra liegt und die sogenannte Schanze des Chabrias und die Gruben bei Pelusium, die durch das Überströmen des Nils in niedere und sumpfige Orte gebildet werden.
Diese Beschreibung lokalisiert den Berg Kasion eindeutig irgendwo auf der Nehrung des Sirbonischen Sees. Dort gibt es aber nur eine Erhebung von einiger Höhe, nämlich eine (verfestigte) Düne von fast 30 m Höhe in der Mitte der Nehrung, und dort wird Kasion bis heute lokalisiert.  Ebenso eindeutig wird Kasion durch Strabon von Gerra unterschieden.
Es besteht das Problem, dass entsprechende Bodenfunde und Ruinen fehlen, weshalb an der Existenz eines Heiligtums und einer Stadt an dieser Stelle gezweifelt wird.
Nun wurde von dem französischen Ägyptologen Jean Clédat eine andere Lokalisierung vorgeschlagen und mit Grabungsfunden belegt. Demnach soll der Kasion ein etwa 13 m hoher Sandhügel bei Mahemdiah, das dem alten Gerra entspricht, 15 km östlich von Pelusion sein. Er fand dort ein römisches Bad, einen kleinen (9,6 × 6 m) Tetrastylos-Tempel und Friedhöfe, zwei aus römischer und zwei aus byzantinischer Zeit, außerdem eine Grabinschrift für eine Person namens Kasios und ein kleines, Zeus Kasios gewidmetes Heiligtum. Die Schwierigkeit ist, dass dieser Befund dem Zeugnis von Strabon ganz direkt widerspricht.
Im Altertum wurde die gesamte Umgebung des Sirbonischen Sees Kasiotis genannt, was für die erhebliche regionale Bedeutung Kasions bzw. des Kults des Zeus Kasios spricht, es kann also durchaus mehr als ein dem Zeus Kasios gewidmetes Heiligtum in der Region gegeben haben. Tatsächlich fand Jean Clédat 1911 einen weiteren Tempel des Zeus Kasios bei einem Hügel namens Tell el-Faramah bei Pelusium.

## Stadt Kasion
Zu Füßen des Berges befand sich die antike Stadt Kasios (Κάσιος, lateinisch Casius), die in christlicher Zeit Bischofssitz war und auf die das Titularbistum Casius zurückgeht.